# 49e parallèle nord
Pour les articles homonymes, voir 49e parallèle.
En géographie, le 49e parallèle nord est le parallèle joignant les points de la surface de la Terre dont la latitude est égale à 49° nord.
Au solstice d'été, le jour y est presque exactement deux fois plus long que la nuit, et vice versa au solstice d'hiver. Il délimite notamment une majeure partie de la frontière entre le Canada et les États-Unis.
Avec un diamètre d'environ 8370 km, la circonférence de ce parallèle est d'environ 26 300 km, soit environ 66% de celle de l'équateur.

## Régions traversées

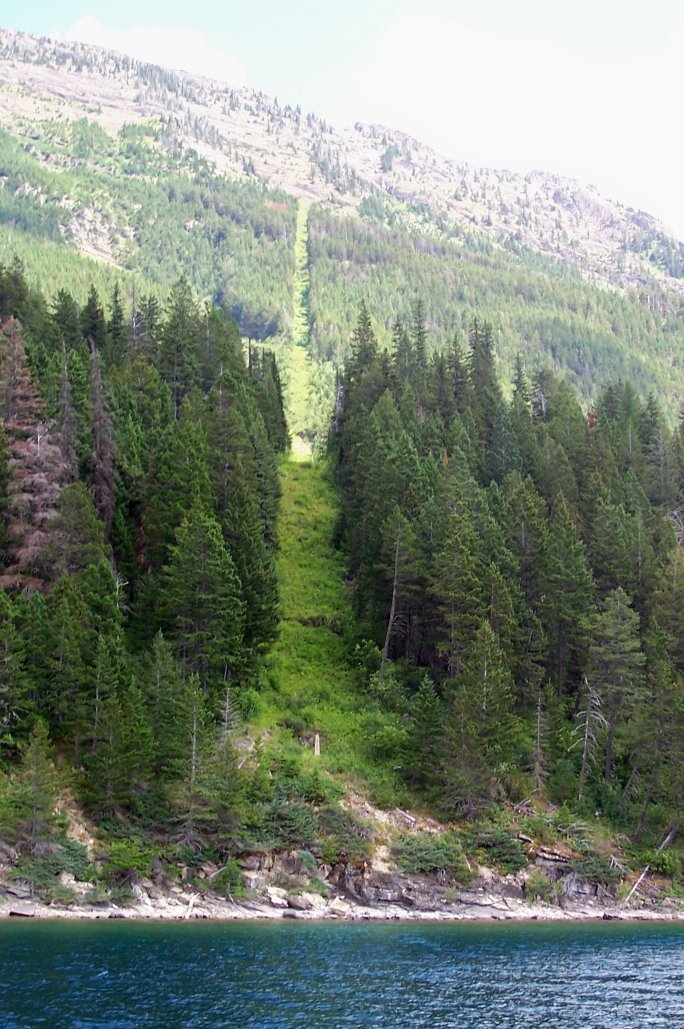
Le matérialisé sur la rive est du lac Waterton Supérieur, entre le Canada et les États-Unis

Le 49e parallèle nord passe au-dessus de l'océan Atlantique, l'Europe, l'Asie, l'océan Pacifique et l'Amérique du Nord. En partant de l'océan Atlantique et en se dirigeant vers l'est, il traverse successivement les pays suivants :
- France : le parallèle aborde le continent européen à l'ouest au niveau de la commune de Agon-Coutainville (dans le Cotentin), continue au travers de la Normandie, passant juste au sud d'Évreux, puis au nord de la région parisienne, traversant le Sud de l'aéroport Paris-Charles-de-Gaulle (entre la piste Sud et l'aérogare 2). Il continue en traversant la Champagne, passant juste au nord de Chalons-en-Champagne, puis la Lorraine, passant au sud de Metz, et franchit la frontière allemande dans le Nord de l'Alsace, à Schleithal.
- Allemagne : Karlsruhe est située juste sur le parallèle.
- République tchèque (1re fois)
- Autriche : un petit morceau au nord de la Basse-Autriche
- République tchèque (2e fois)
- Slovaquie
- Ukraine : le parallèle passe légèrement au sud du tripoint entre la Slovaquie, l'Ukraine et la Pologne ; le point le plus au sud de la Pologne ne se trouve d'ailleurs qu'à moins d'un kilomètre au nord du parallèle.
- Russie (1re fois) (passant une trentaine de km au nord de Volgograd)
- Kazakhstan
- Chine (1re fois) : au nord du Xinjiang, à moins de 10 km de la frontière russe
- Mongolie
- Chine (2e fois)
- Russie (2e fois) : le parallèle quitte le continent asiatique au niveau du port de Sovetskaïa Gavan ; il traverse ensuite l'île de Sakhaline, passe entre Kharimkotan et Tchirinkotan dans l'archipel des Kouriles et ne rencontre ensuite aucune terre émergée dans l'océan Pacifique.
- Canada : la première terre émergée rencontrée par le parallèle est l'île de Vancouver.
- États-Unis : à l'est de l'île de Vancouver, le parallèle sert de frontière entre le Canada et les États-Unis, depuis la côte jusqu'au lac des Bois et de façon ininterrompue. Une grande partie de la frontière entre ces deux pays est donc marquée, de manière stricte, par le 49e parallèle. Cela a créé des enclaves, comme lorsque le parallèle coupe l'extrémité de la péninsule Tsawwassen, première terre du continent américain rencontrée, formant le petit territoire américain de  Point Roberts ou  plus à l'est, celui de l'angle nord-ouest du Minnesota séparé du reste de l'État du Minnesota par le lac des Bois. À partir de ce lac, le parallèle ne délimite plus la frontière. Il survole une partie du lac, partiellement situé aux États-Unis.
- Canada : la partie est du lac des Bois est située au Canada et le parallèle passe ensuite au-dessus de ce pays à l'est. Il quitte le continent américain au nord de la baie de Gaspé, traverse le golfe du Saint-Laurent et Terre-Neuve (passant juste au nord de Gander) avant de survoler l'océan Atlantique.

## Frontière
Le 49e parallèle est utilisé pour démarquer une partie de la frontière sud entre le Canada et les États-Unis. À noter cependant que la capitale fédérale, Ottawa, ainsi que sept des dix capitales provinciales sont situées plus au sud que le 49e parallèle, à savoir : Saint-Jean (Terre-Neuve-et-Labrador), Halifax (Nouvelle-Écosse), Charlottetown (Île du Prince-Édouard), Fredericton (Nouveau-Brunswick), Québec (Québec), Toronto (Ontario) et Victoria (Colombie-Britannique).
Le traité de 1818 spécifie qu'il sert de frontière à l'ouest de la longitude du point le plus au nord-ouest du lac des Bois. Le traité de l'Oregon de 1846 fixe sa limite ouest à l'île de Vancouver.